# Pâslă
Pâsla este un produs textil compact, obținut prin baterea în piuă a lânii sau a părului netors al unor animale. Se folosește, în special, la confecționarea pălăriilor, a încălțămintei călduroase, ca material izolant etc.

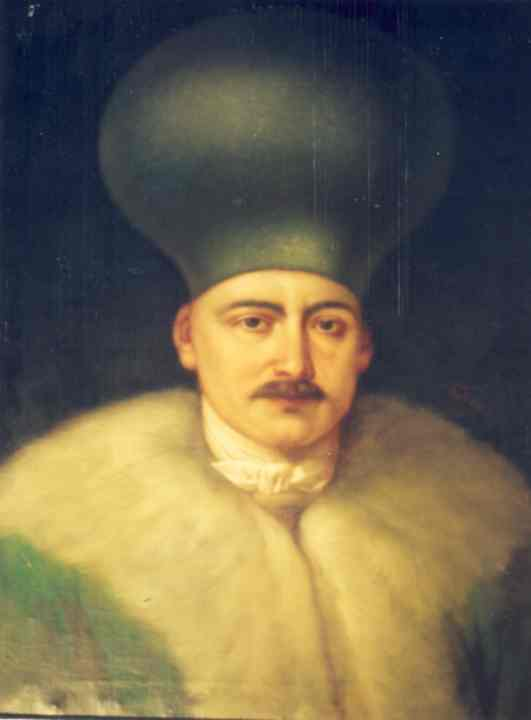
Marele Vornic Șerban Grădișteanu purtând un potcap boieresc din pâslă

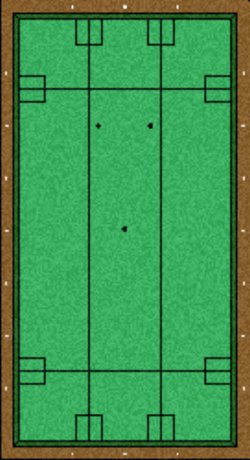
Masa de biliard era, tradițional, acoperită cu pâslă, în general verde

Pâsla se poate fabrica și printr-un procedeu asemănător celui de producere a hârtiei. Fibrele se înmoaie în apă și în alte substanțe chimice, apoi se scurg într-o sită, pe care formează un strat uniform, dar afânat, după care se presează între cilindri până când se formează o foaie densă.
O pâslă fină, de lână sau din păr de animal, presată și încleiată, întrebuințată în special la confecționarea pălăriilor se numește fetru. Datorită calităților sale, părul de iepure de casă este folosit pe o scară largă în industria textilă la confecționarea de fetru pentru pălării.
La Timișoara a fost pornită în anul 1894, fabrica de pâslă a lui Nașiț și Deixner (Nasicz és Deikszner) ca societate pe acțiuni cu firma Hungaria, care în anul 1905 s-a transformat în societate colectivă. Din pâsla produsă aici se confecționau articole pentru necesități tehnice.

## Utilizări
În unele țări din Asia, din pâsla obținută din lâna oilor se construiesc iurtele nomazilor.
Tot din pâslă se confecționează și pâslarii, un tip de încălțăminte călduroasă, de iarnă, în formă de cizme.

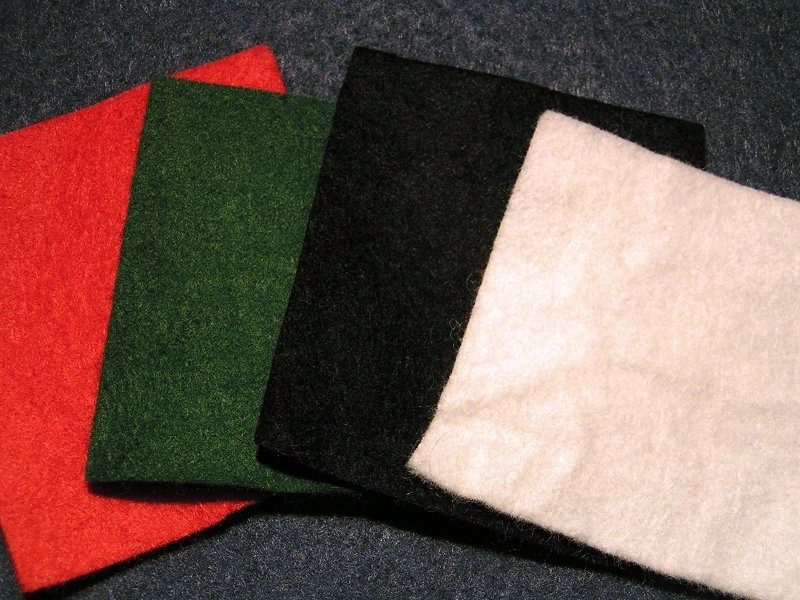
Mostre de pâslă
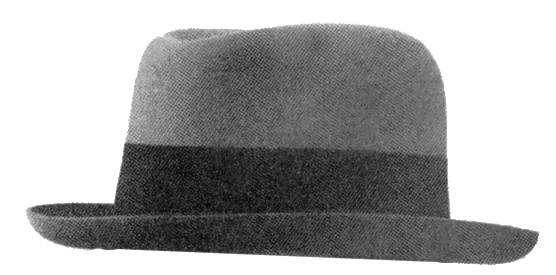
Pălărie de pâslă
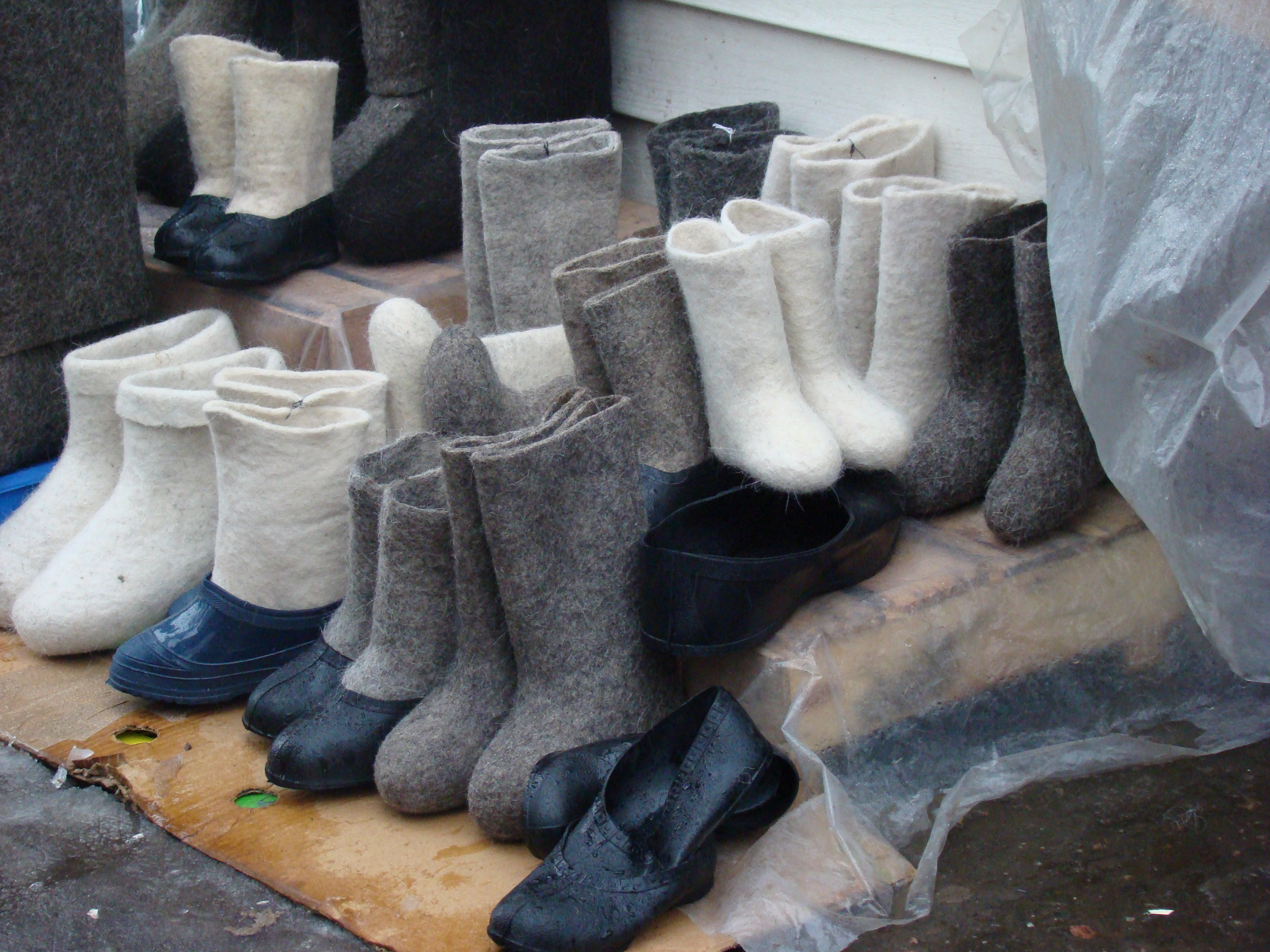
Pâslari
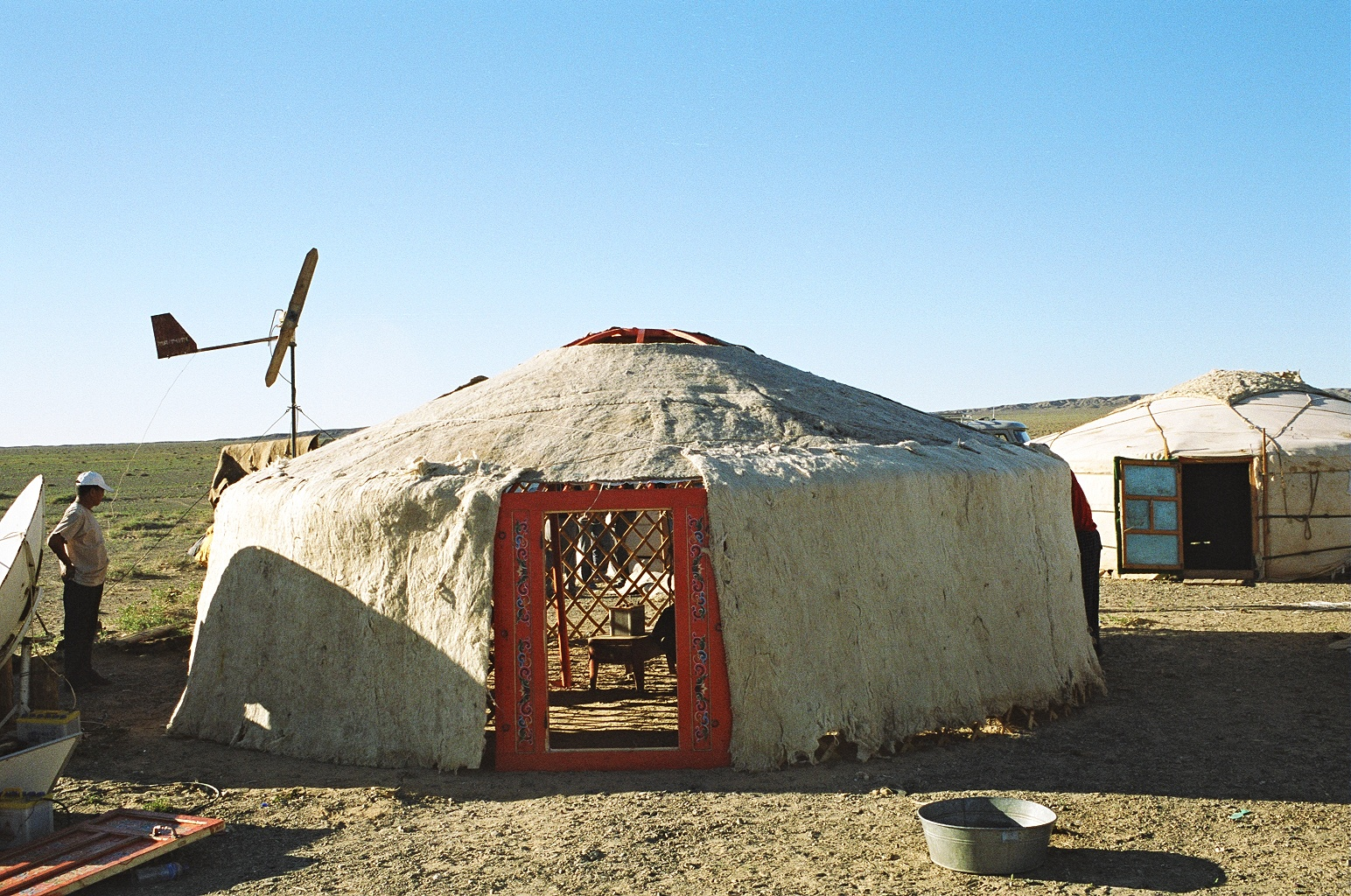
Iurte din pâslă, în ridicare în Mongolia